# Béla Tóth

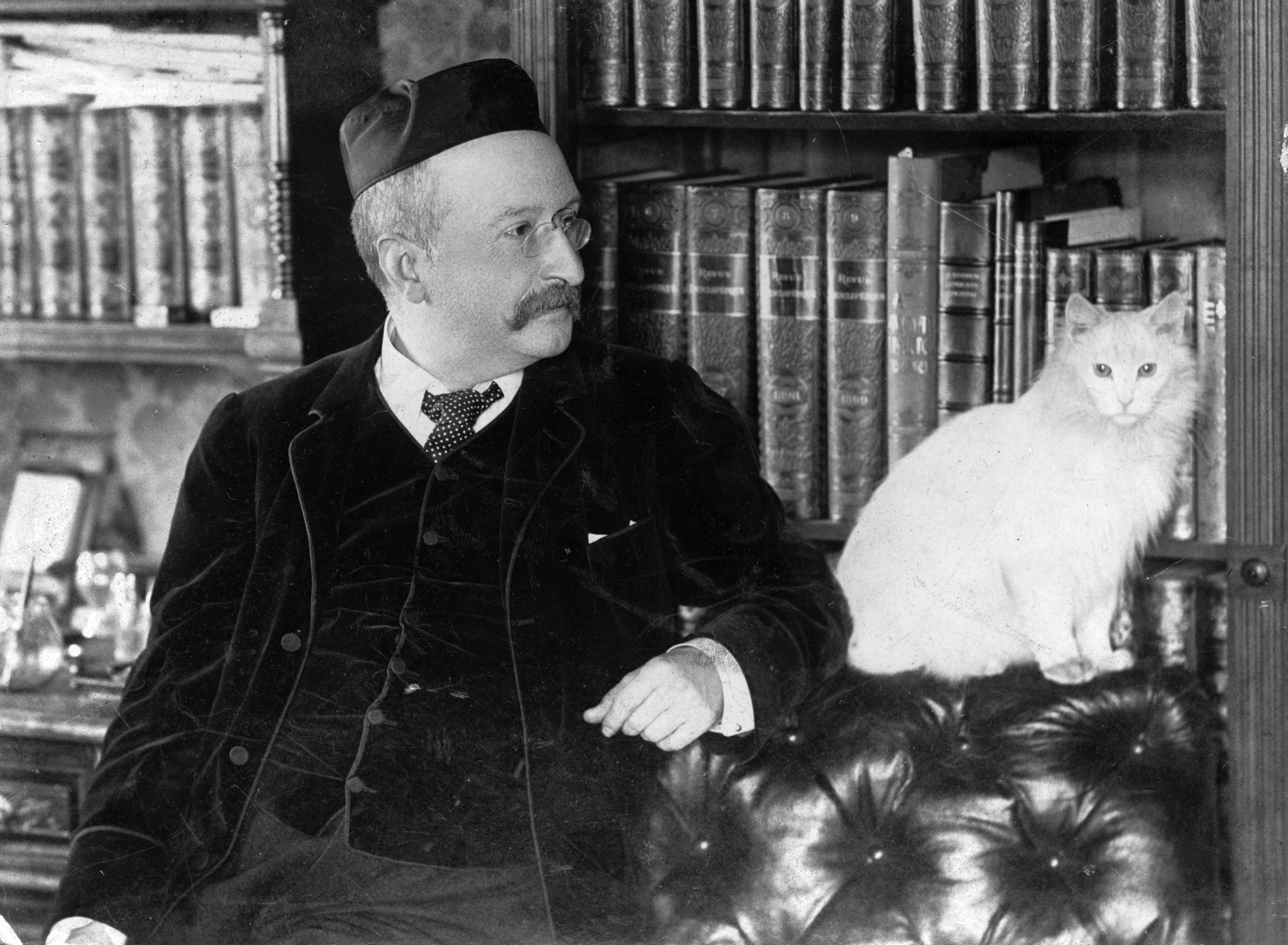
Béla Tóth

Béla Tóth, född 20 oktober 1857 i Pest, död 3 april 1907 i Budapest, var en ungersk publicist och novellförfattare. Han var son till Kálmán Tóth
Tóth gjorde sig känd som framstående tidningsman, novellförfattare (novellsamlingar bland annat 1882, 1887 och 1892) och utmärkt översättare, särskilt av samtida fransk litteratur.